# Zhang Jike
Zhang Jike (chinesisch 張繼科 / 张继科, Pinyin Zhāng Jìkē; * 16. Februar 1988 in Qingdao) ist ein ehemaliger chinesischer Tischtennisspieler. Er ist mehrfacher Weltmeister mit der Mannschaft sowie zweifacher Einzel-Weltmeister. Durch den zweimaligen Gewinn des World Cups 2011 und 2014, der Olympischen Spiele 2012 und der Weltmeisterschaften 2011 und 2013 errang er als vierter männlicher Spieler den Grand Slam. Er gilt damit als einer der besten Tischtennisspieler überhaupt.

## Werdegang
Zhang Jike schaffte den Sprung in die chinesische Jugend-Nationalmannschaft. 2004 wurde er jedoch wegen eines Glücksspiel-Skandals suspendiert. 2006 kehrte er zurück. 2008 wurde er chinesischer Meister im Einzel. Bei der Weltmeisterschaft 2011 in Rotterdam gewann er den Einzelbewerb. Im Finale setzte er sich gegen seinen Landsmann Wang Hao durch. Im selben Jahr gelang es ihm, den World Cup in Paris zu gewinnen, sein Finalgegner war erneut Wang Hao. Zhang ist damit der erste Spieler im neuen Jahrtausend und nach Jörgen Persson und Liu Guoliang erst der dritte Spieler überhaupt, der diese beiden wichtigen Titel in einem Jahr gewinnen konnte.

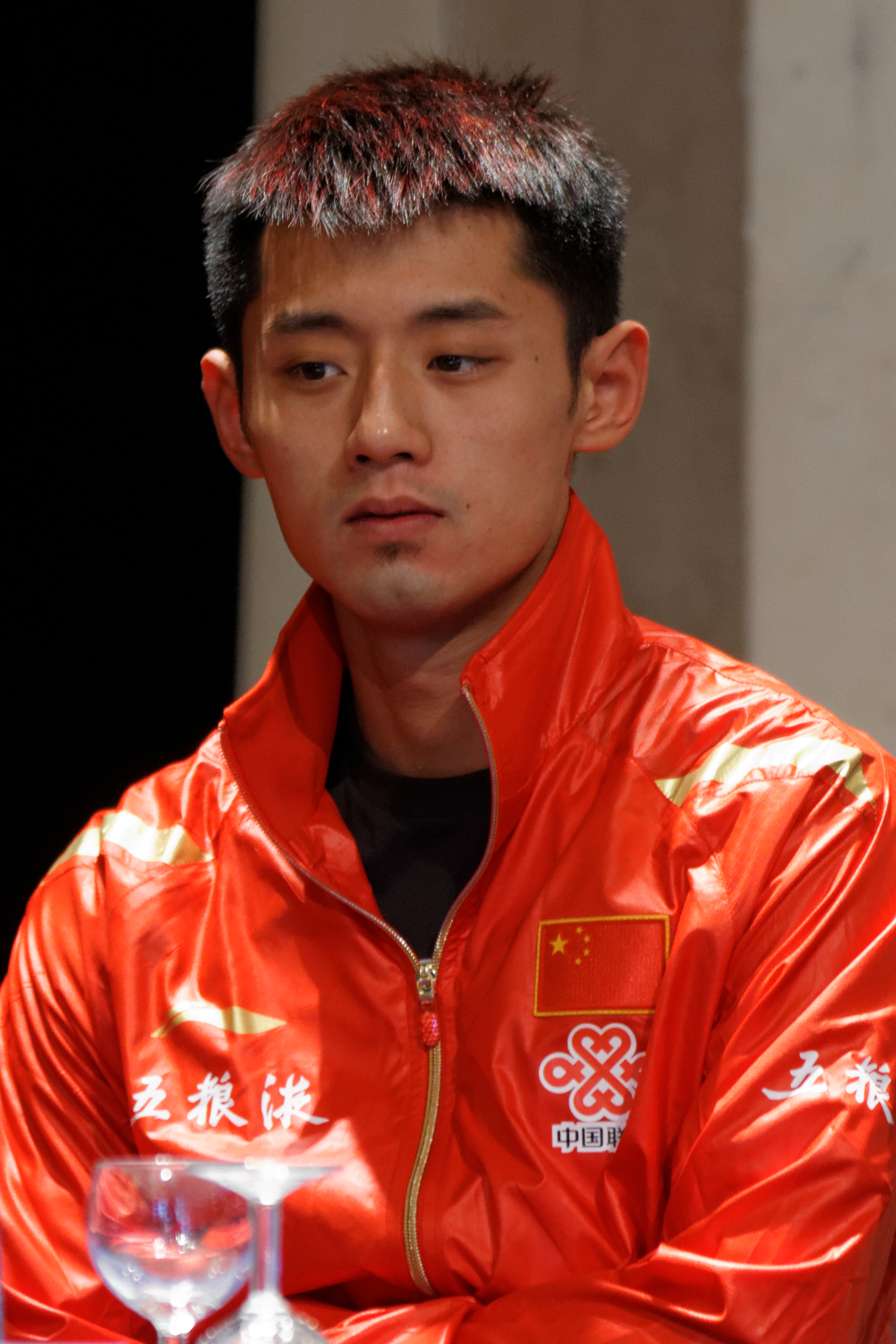
Zhang Jike (2013)

Bei den Olympischen Spielen 2012 in London gewann er, wieder gegen Wang Hao, die Goldmedaille im Einzelwettbewerb. Im Halbfinale hatte er sich gegen Dimitrij Ovtcharov durchgesetzt. Auch mit der Mannschaft wurde er nach einem 3:0-Finalsieg gegen Südkorea Olympiasieger. Im Halbfinale verlor er sein Einzel gegen Timo Boll. Durch seinen Einzel-Olympiasieg wurde er nach Jan-Ove Waldner, Liu Guoliang und Kong Linghui der vierte Spieler, dem ein Grand Slam gelang (Gold bei Olympia, Weltmeisterschaft und World Cup). Er war allerdings der erste Spieler, der bei allen drei Wettbewerben, die er in der Rekordzeit von 445 Tagen gewann, gleichzeitig Titelträger war. Von Juni bis Dezember 2012 führte er außerdem die Weltrangliste an. Im Finale der Weltmeisterschaft 2013 kam es zu einem erneuten Duell mit Wang Hao. Mit einem 4:2-Sieg behielt Zhang Jike auch diesmal die Oberhand und verteidigte damit seinen Titel.
Nach seinem Sieg im World Cup 2014 machte Zhang Jike aufgrund von kaputt getretenen Banden und Barrieren Schlagzeilen. Der ITTF strich ihm daraufhin das Preisgeld von 45.000 US$. Zhang Jike entschuldigte sich offiziell beim ITTF. Bei der Weltmeisterschaft 2015 gewann er Gold im Doppel mit Xu Xin und Bronze im Einzel. Obwohl er in dieser Zeit, verglichen mit den übrigen chinesischen Topspielern, ungewöhnlich oft gegen Spieler aus anderen Ländern verlor, wurde er für die Olympischen Spiele in Rio de Janeiro nominiert. Dort gewann er nach einer Finalniederlage gegen Ma Long Silber im Einzel und verpasste damit die Chance, als erster Spieler einen doppelten Karriere-Grand Slam zu erringen. Mit der Mannschaft wurde er erneut Olympiasieger. Im Finale des Asian Cups unterlag er allerdings Xu Xin, sodass er sich nicht für den World Cup qualifizierte. Die Qualifikation für die Grand Finals Ende des Jahres gelang, Zhang Jike konnte wegen einer Fußverletzung aber nicht antreten. Auch an der Super League nahm er in der Saison 2016 nicht teil.
Wenig erfolgreich verlief das Jahr 2017: Die Qatar Open musste er in der zweiten Runde wegen eines Fiebers vorzeitig abbrechen, bei der Asienmeisterschaft kam er dafür ins Halbfinale. Bei der Weltmeisterschaft schied er schon in der Runde der letzten 32 gegen Lee Sang-su aus. Aus den China Open zog er sich wegen einer Hüftverletzung zurück, danach war er international mehrere Monate lang nicht präsent, sodass er vorübergehend auch in der Weltrangliste nicht mehr geführt wurde. Auch 2017 spielte er nicht in der Super League. Bei den German Open im November trat er wieder an, unterlag aber in der ersten Runde Tiago Apolónia, sodass er in der Weltrangliste bis auf Platz 9 zurückfiel. Durch die Einführung der neuen Weltranglistenberechnung, von der aktive Spieler profitieren, wurde er im Januar 2018 sogar nur noch auf Platz 54 geführt und einige Monate danach auf Platz 168, so niedrig wie nie zuvor. Ab Mai war er international wieder aktiv und schied bei den China und Hong Kong Open früh in der Hauptrunde aus, nachdem er die Qualifikation hatte absolvieren müssen. Bei den Japan Open erreichte er dann überraschend das Finale, das er nach vergebenem Matchball mit 3:4 gegen Tomokazu Harimoto verlor, gegen den er bei den China Open noch deutlich mit 0:4 verloren hatte. Aus den Korea Open im Juli musste er sich wegen einer Rückenverletzung zurückziehen, danach nahm er außer an der Asia-Europe All Stars Challenge an keinen internationalen Turnieren mehr teil.

## Titel und Erfolge im Überblick
Einzel
- Olympische Spiele: Gold 2012, Silber 2016
- Weltmeisterschaft: Gold 2011, 2013, Bronze 2015
- World Cup: Gold 2011, 2014, Silber 2010
- ITTF Pro Tour Grand Finals: Silber 2011, Bronze 2009, 2015
- Asienmeisterschaft: Silber 2009, 2011, Bronze 2017
- Asian Cup: Gold 2010, Silber 2016, Bronze 2009

Doppel
- Weltmeisterschaft: Gold 2015, Bronze 2009, 2011
- ITTF Pro Tour Grand Finals: Gold 2011
- Asienmeisterschaft: Silber 2009
- Asienspiele: Gold 2010, 2014

Mixed
- Weltmeisterschaft: Silber 2009
- Asienmeisterschaft: Silber 2009

Mannschaft
- Olympische Spiele: Gold 2012, 2016
- Weltmeisterschaft: Gold 2010, 2012, 2014, 2016
- Asienmeisterschaft: Gold 2009, 2011, 2015, 2017

## Turnierergebnisse
Quelle: ITTF-Datenbank
| Verband | Veranstaltung                 | Jahr | Ort            | Land | Einzel        | Doppel        | Mixed         | Team |
| ------- | ----------------------------- | ---- | -------------- | ---- | ------------- | ------------- | ------------- | ---- |
| CHN     | Asienmeisterschaft            | 2017 | Wuxi           | CHN  | Halbfinale    |               |               | 1    |
| CHN     | Asienmeisterschaft            | 2015 | Pattaya        | THA  | letzte 16     |               |               | 1    |
| CHN     | Asienmeisterschaft            | 2011 | Macao          | MAC  | Silber        |               |               | 1    |
| CHN     | Asienmeisterschaft            | 2009 | Lucknow        | IND  | Silber        | Silber        | Silber        | 1    |
| CHN     | Asian Cup                     | 2016 | Dubai          | UAE  | Silber        |               |               |      |
| CHN     | Asian Cup                     | 2010 | Guangzhou      | CHN  | Gold          |               |               |      |
| CHN     | Asian Cup                     | 2009 | Hangzhou       | CHN  | 3. Platz      |               |               |      |
| CHN     | Asienspiele                   | 2014 | Incheon        | KOR  |               | Gold          |               | 1    |
| CHN     | Asienspiele                   | 2010 | Guangzhou      | CHN  |               | Gold          | Viertelfinale | 1    |
| CHN     | Asienmeisterschaft (Junioren) | 2004 | New Delhi      | IND  | Silber        | Gold          | Silber        | 1    |
| CHN     | Olympische Spiele             | 2016 | Rio de Janeiro | BRA  | Silber        |               |               | 1    |
| CHN     | Olympische Spiele             | 2012 | London         | ENG  | Gold          |               |               | 1    |
| CHN     | Pro Tour                      | 2018 | Kitakyūshū     | JPN  | Silber        |               |               |      |
| CHN     | Pro Tour                      | 2016 | Chengdu        | CHN  | Halbfinale    | Gold          |               |      |
| CHN     | Pro Tour                      | 2016 | Incheon        | KOR  | letzte 32     | Gold          |               |      |
| CHN     | Pro Tour                      | 2016 | Tokio          | JPN  | Halbfinale    | Halbfinale    |               |      |
| CHN     | Pro Tour                      | 2016 | Doha           | QAT  | Viertelfinale | Gold          |               |      |
| CHN     | Pro Tour                      | 2016 | Kuwait-Stadt   | KUW  | Gold          | Gold          |               |      |
| CHN     | Pro Tour                      | 2016 | Berlin         | GER  | Halbfinale    |               |               |      |
| CHN     | Pro Tour                      | 2015 | Stockholm      | SWE  | letzte 16     | Silber        |               |      |
| CHN     | Pro Tour                      | 2015 | Warschau       | POL  | Halbfinale    | letzte 16     |               |      |
| CHN     | Pro Tour                      | 2015 | Chengdu        | CHN  | letzte 16     | Halbfinale    |               |      |
| CHN     | Pro Tour                      | 2015 | Bremen         | GER  | Silber        | Viertelfinale |               |      |
| CHN     | Pro Tour                      | 2015 | Kuwait-Stadt   | KUW  | Halbfinale    | Silber        |               |      |
| CHN     | Pro Tour                      | 2014 | Chengdu        | CHN  | Halbfinale    | Silber        |               |      |
| CHN     | Pro Tour                      | 2013 | Incheon        | KOR  | letzte 16     | Gold          |               |      |
| CHN     | Pro Tour                      | 2013 | Wels           | AUT  | Viertelfinale | Gold          |               |      |
| CHN     | Pro Tour                      | 2013 | Berlin         | GER  | Viertelfinale | letzte 16     |               |      |
| CHN     | Pro Tour                      | 2013 | Kuwait-Stadt   | KUW  | Gold          | Silber        |               |      |
| CHN     | Pro Tour                      | 2013 | Doha           | QAT  | Viertelfinale | Silber        |               |      |
| CHN     | Pro Tour                      | 2012 | Velenje        | SLO  | Gold          | Gold          |               |      |
| CHN     | Pro Tour                      | 2012 | Incheon City   | KOR  | Gold          | Silber        |               |      |
| CHN     | Pro Tour                      | 2012 | Budapest       | HUN  | Viertelfinale | Silber        |               |      |
| CHN     | Pro Tour                      | 2012 | Shanghai       | CHN  | Halbfinale    | Silber        |               |      |
| CHN     | Pro Tour                      | 2011 | Suzhou         | CHN  | Silber        | Gold          |               |      |
| CHN     | Pro Tour                      | 2011 | Shenzen        | CHN  | letzte 16     | Silber        |               |      |
| CHN     | Pro Tour                      | 2011 | Wien           | AUT  | Silber        | Silber        |               |      |
| CHN     | Pro Tour                      | 2011 | Dortmund       | GER  | Gold          | Gold          |               |      |
| CHN     | Pro Tour                      | 2011 | Dubai          | UAE  | Viertelfinale | Gold          |               |      |
| CHN     | Pro Tour                      | 2011 | Doha           | QAT  | Halbfinale    | Silber        |               |      |
| CHN     | Pro Tour                      | 2011 | Sheffield      | ENG  | letzte 32     | Gold          |               |      |
| CHN     | Pro Tour                      | 2011 | Velenje        | SVN  | Halbfinale    | Gold          |               |      |
| CHN     | Pro Tour                      | 2010 | Suzhou         | CHN  | Gold          | Halbfinale    |               |      |
| CHN     | Pro Tour                      | 2010 | Berlin         | GER  | Halbfinale    | Silber        |               |      |
| CHN     | Pro Tour                      | 2010 | Kuwait-Stadt   | KUW  | Halbfinale    | Gold          |               |      |
| CHN     | Pro Tour                      | 2010 | Doha           | QAT  | Silber        | Viertelfinale |               |      |
| CHN     | Pro Tour                      | 2009 | Sheffield      | ENG  | letzte 16     | letzte 16     |               |      |
| CHN     | Pro Tour                      | 2009 | Tianjin        | CHN  | Halbfinale    | Halbfinale    |               |      |
| CHN     | Pro Tour                      | 2009 | Su Zhou        | CHN  | Viertelfinale | Silber        |               |      |
| CHN     | Pro Tour                      | 2009 | Frederikshavn  | DEN  | Halbfinale    | Halbfinale    |               |      |
| CHN     | Pro Tour                      | 2009 | Velenje        | SVN  | Viertelfinale | Halbfinale    |               |      |
| CHN     | Pro Tour                      | 2008 | Shanghai       | CHN  | letzte 16     | Viertelfinale |               |      |
| CHN     | Pro Tour                      | 2008 | Yokohama       | JPN  | letzte 16     |               |               |      |
| CHN     | Pro Tour                      | 2008 | Changchun      | CHN  | Viertelfinale |               |               |      |
| CHN     | Pro Tour                      | 2008 | Doha           | QAT  | Halbfinale    | Silber        |               |      |
| CHN     | Pro Tour                      | 2008 | Kuwait-Stadt   | KUW  | letzte 16     | Silber        |               |      |
| CHN     | Pro Tour                      | 2002 | Kobe           | JPN  | letzte 64     |               |               |      |
| CHN     | Pro Tour Grand Finals         | 2015 | Lissabon       | POR  | Halbfinale    |               |               |      |
| CHN     | Pro Tour Grand Finals         | 2013 | Dubai          | UAE  | Viertelfinale |               |               |      |
| CHN     | Pro Tour Grand Finals         | 2011 | London         | ENG  | Silber        | Gold          |               |      |
| CHN     | Pro Tour Grand Finals         | 2009 | Macau          | MAC  | Halbfinale    |               |               |      |
| CHN     | Weltmeisterschaft             | 2017 | Düsseldorf     | GER  | letzte 32     |               |               |      |
| CHN     | Weltmeisterschaft             | 2016 | Kuala Lumpur   | MAS  |               |               |               | 1    |
| CHN     | Weltmeisterschaft             | 2015 | Suzhou         | CHN  | Halbfinale    | Gold          |               |      |
| CHN     | Weltmeisterschaft             | 2014 | Tokio          | JPN  |               |               |               | 1    |
| CHN     | Weltmeisterschaft             | 2013 | Paris          | FRA  | Gold          |               |               |      |
| CHN     | Weltmeisterschaft             | 2012 | Dortmund       | GER  |               |               |               | 1    |
| CHN     | Weltmeisterschaft             | 2011 | Rotterdam      | NED  | Gold          | Halbfinale    |               |      |
| CHN     | Weltmeisterschaft             | 2010 | Moskau         | RUS  |               |               |               | 1    |
| CHN     | Weltmeisterschaft             | 2009 | Yokohama       | JPN  |               | Halbfinale    | Silber        |      |
| CHN     | Weltmeisterschaft             | 2007 | Zagreb         | HRV  |               |               | letzte 64     |      |
| CHN     | World Cup                     | 2014 | Düsseldorf     | GER  | Gold          |               |               |      |
| CHN     | World Cup                     | 2011 | Paris          | FRA  | Gold          |               |               |      |
| CHN     | World Cup                     | 2010 | Magdeburg      | GER  | Silber        |               |               |      |
| CHN     | Jugend-Weltmeisterschaft      | 2003 | Santiago       | CHI  | Viertelfinale | Halbfinale    |               | 1    |
| CHN     | World Junior Circuit          | 2003 | Wellington     | NZL  | Gold          |               |               |      |
| CHN     | World Junior Circuit          | 2002 | Taiyuan        | CHN  | Viertelfinale |               |               |      |
| CHN     | WTC-World Team Cup            | 2015 | Dubai          | UAE  |               |               |               | 1    |
| CHN     | WTC-World Team Cup            | 2010 | Dubai          | UAE  |               |               |               | 1    |
| CHN     | WTC-World Team Cup            | 2009 | Linz           | AUT  |               |               |               | 1    |